# Amjad Farooqi
Amjad Farooqi (Urdu: امجد فاروقی) (Punjab, ca. 1972 – Nawabshah (Sind), 25 september 2004) was een Pakistaan die verantwoordelijk gehouden wordt voor verschillende aanslagen op generaal Pervez Musharraf in Pakistan.

## Biografie
Amjad Farooqi werd geboren in Punjab in 1972. Hij was betrokken bij verschillende geruchtmakende terreurdaden en kwam om het leven tijdens een vuurgevecht met Pakistaanse veiligheidstroepen in Nawabshah, een kleine stad ten noordoosten van Karachi, Pakistan.

## Terroristische groepen
Farooqi werkte samen met bepaalde personen van, of was lid van, de volgende groeperingen:
- Harkat-ul-Jihad-e-Islami
- Khalid Sjeik Mohammed

## Terreurdaden
Farooqi wordt verantwoordelijk gehouden voor, of was betrokken bij, de volgende terreurdaden:
- Pakistan, 23 januari 2002: ontvoering van Daniel Pearl, journalist van The Washington Post, door moslim-extremisten onder wie Farooqi en Khalid Sjeik Mohammed
- Pakistan, 14 december 2003: aanslag op generaal Pervez Musharraf
- Pakistan, 25 december 2003: aanslag op generaal Pervez Musharraf